# Synteza totalna
Synteza totalna – kompletna synteza złożonych związków chemicznych wychodząca od możliwie jak najprostszych substratów, takich jak gaz syntezowy, woda, powietrze i substratów ropopochodnych. Coraz częściej jednak używa się dostępnych handlowo tzw. bloków budulcowych (ang. building blocks), które są stosunkowo prostymi związkami chemicznymi.
Synteza totalna sama w sobie nie ma zwykle większego praktycznego znaczenia, gdyż w praktyce przemysłowej rzadko opłaca się ją bezpośrednio stosować. Pełni ona z jednej strony rodzaj „dowodu”, że możliwe jest otrzymanie określonych związków na drodze czysto syntetycznej, bez stosowania substratów wyodrębnionych z organizmów żywych, a z drugiej stanowi rodzaj pola doświadczalnego, które prowadzi do odkrywania i testowania użyteczności nieznanych wcześniej reakcji chemicznych. W szczególności retrosynteza pomaga odkrywać nowe rodzaje syntonów, które mogą znaleźć zastosowanie w wielu praktycznie stosowanych syntezach.
Pionierem syntez totalnych był Richard Willstätter, który otrzymał w 1901 roku tropinon z cykloheptanonu z wydajnością 0,75%, jednak jednym z najważniejszych osiągnięć w zakresie syntezy totalnej, a także jej klasycznym przykładem, jest metoda syntezy tropinonu wykonana w 1917 roku przez Roberta Robinsona, której wydajność wyniosła od 75% do 90%.
Do rozwoju tej dziedziny przyczynił się Robert Burns Woodward, który otrzymał wiele związków naturalnych na drodze syntezy organicznej (m.in. chlorofil, prostaglandynę F-2a, strychninę), za co otrzymał nagrodę Nobla w 1965 roku.
Elias James Corey otrzymał nagrodę Nobla w 1990 roku za całokształt swoich dokonań w syntezie totalnej i retrosyntezie.